# Stolen Car
Stolen Car (Take Me Dancing) – piosenka Stinga i trzeci singel pochodzący z jego siódmego albumu autorskiego Sacred Love, wydany 26 kwietnia 2004 przez A&M Records. To 6. z kolei utwór na płycie.
W 2015 roku wydano nową interpretację Stolen Car w wykonaniu Mylène Farmer i Stinga. Farmer dopisała fragmenty piosenki w języku francuskim. To pierwszy singel promocyjny dziesiątego albumu studyjnego Mylène Farmer pt. Interstellaires.

## Lista utworów[1]
| 1. | "Stolen Car (Take Me Dancing)" (Radio Version)                                  | 3:40  |
|    |                                                                                 |       |
| 2. | "Stolen Car (Take Me Dancing)" (Remix feat. Will I Am from The Black Eyed Peas) | 4:05  |
|    |                                                                                 |       |
| 3. | "Stolen Car (Take Me Dancing)" (B. Recluse Remix feat. Twista)                  | 3:03  |
|    |                                                                                 |       |
|    |                                                                                 | 10:48 |
|    |                                                                                 |       |

## Notowania

### Świat[2]
- Niemcy: 54
- Szwajcaria: 81
- Włochy: 46

### Polska
- Lista Przebojów Trójki: 3[3]

## Stolen Carwedług Mylène Farmer i Stinga
| 1. | "Stolen Car"                         | 3:23  |
|    |                                      |       |
| 2. | "Stolen Car" (Version instrumentale) | 3:21  |
|    |                                      |       |
|    |                                      | 06:44 |
|    |                                      |       |

### Notowania[4]

#### Świat
- Belgia - Walonia: 1
- Francja: 1
- Szwajcaria: 55

#### Polska
- Lista Przebojów Radia PiK: 1[5]
- Lista Przebojów Trójki: 34[6]